# Umberto Quattrocchi
Umberto Quattrocchi (Bergamo, 21 dicembre 1947 – Palermo, 16 ottobre 2019) è stato un naturalista e ginecologo italiano, noto per le sue pubblicazioni di botanica.

## Biografia
Laureato in scienze politiche e in medicina con specializzazione ginecologia all'Università di Palermo, fu autore di numerosi libri di botanica. Suoi articoli di botanica e giardinaggio sono stati pubblicati da numerose riviste, tra cui Hortus e The Garden.
Nel 1992 si ritirò dalla professione medica per dedicarsi a studi di botanica e continuare l'insegnamento di scienze politiche all'Università di Palermo.
Era membro della Royal Horticultural Society, della Botanical Society of America e della Linnean Society of London.

## Pubblicazioni
- Ingegneria genetica umana. Problemi e prospettive, collana Filosofia e Pedagogia, Ed. Herbita, 1996 - ISBN 8-8799-4083-X
- Guía de plantas tropicales silvestres (con Enrico Banfi), Grandes Obras. Guías de la naturaleza, Ed. Grijalbo, 1997 -  ISBN 8-4253-3150-1
- Simon & Schuster Guide to Hardy Tropical Plants, Touchstone, 1998 - ISBN 978-0-6848-4499-2
- CRC World Dictionary of Plant Names, 1999
- CRC World Dictionary of Grasses, 3 Voll., 2006
- CRC World Dictionary of Medicinal and Poisonous Plants, 2012